# Delikatesy Centrum
Delikatesy Centrum ist eine polnische Supermarktkette, die seit 2006 zur Eurocash-Gruppe gehört. Das vor allem von Franchisern betriebene Filialnetz erstreckt sich über alle Woiwodschaften des Landes. Aktuell (Stand: August 2023) betreibt man mehr als 1.500 Standorte.

## Geschichte

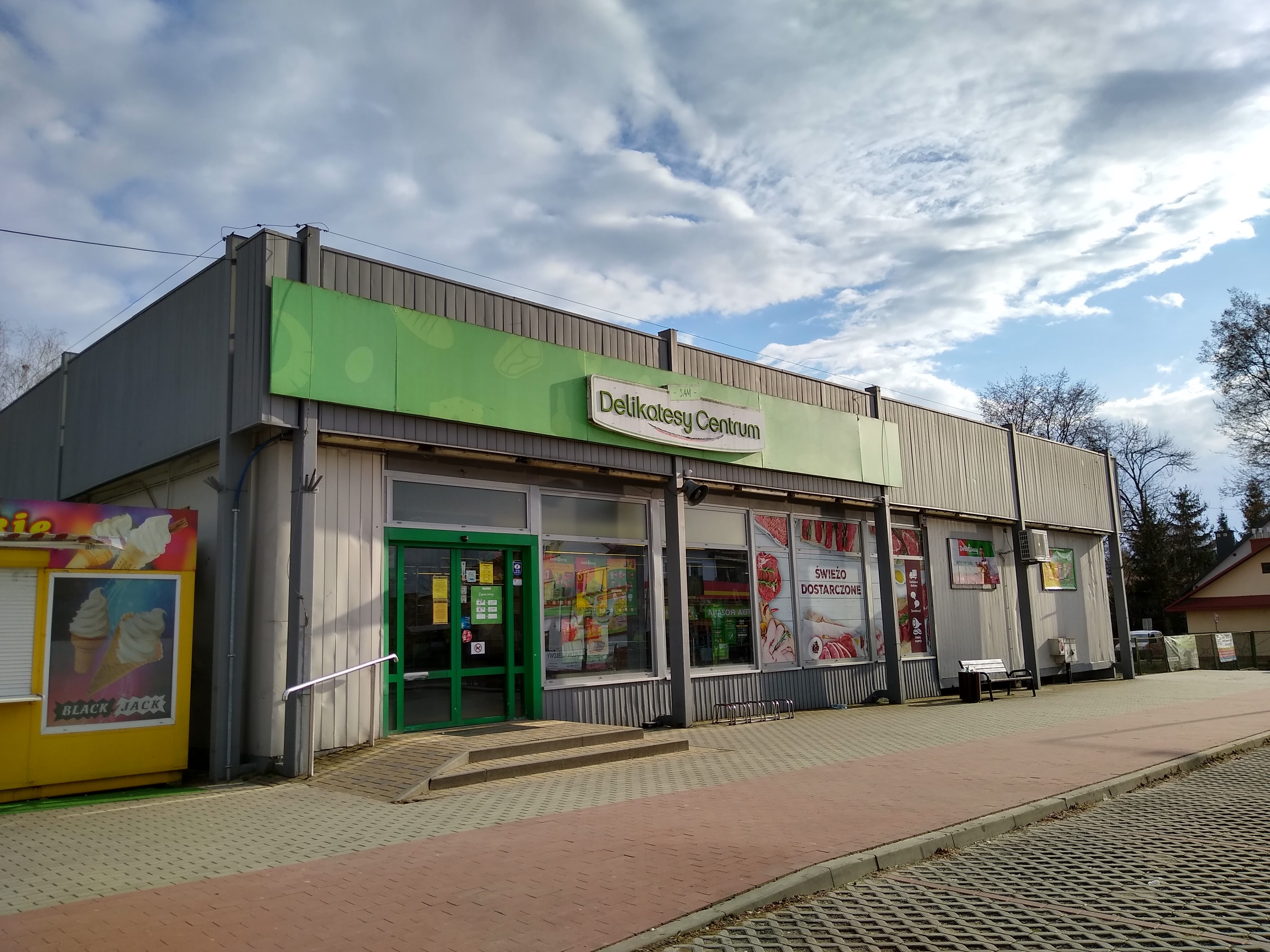
Filiale in Kolbuszowa, mit dem seit 2009 im Einsatz befindlichen Logo

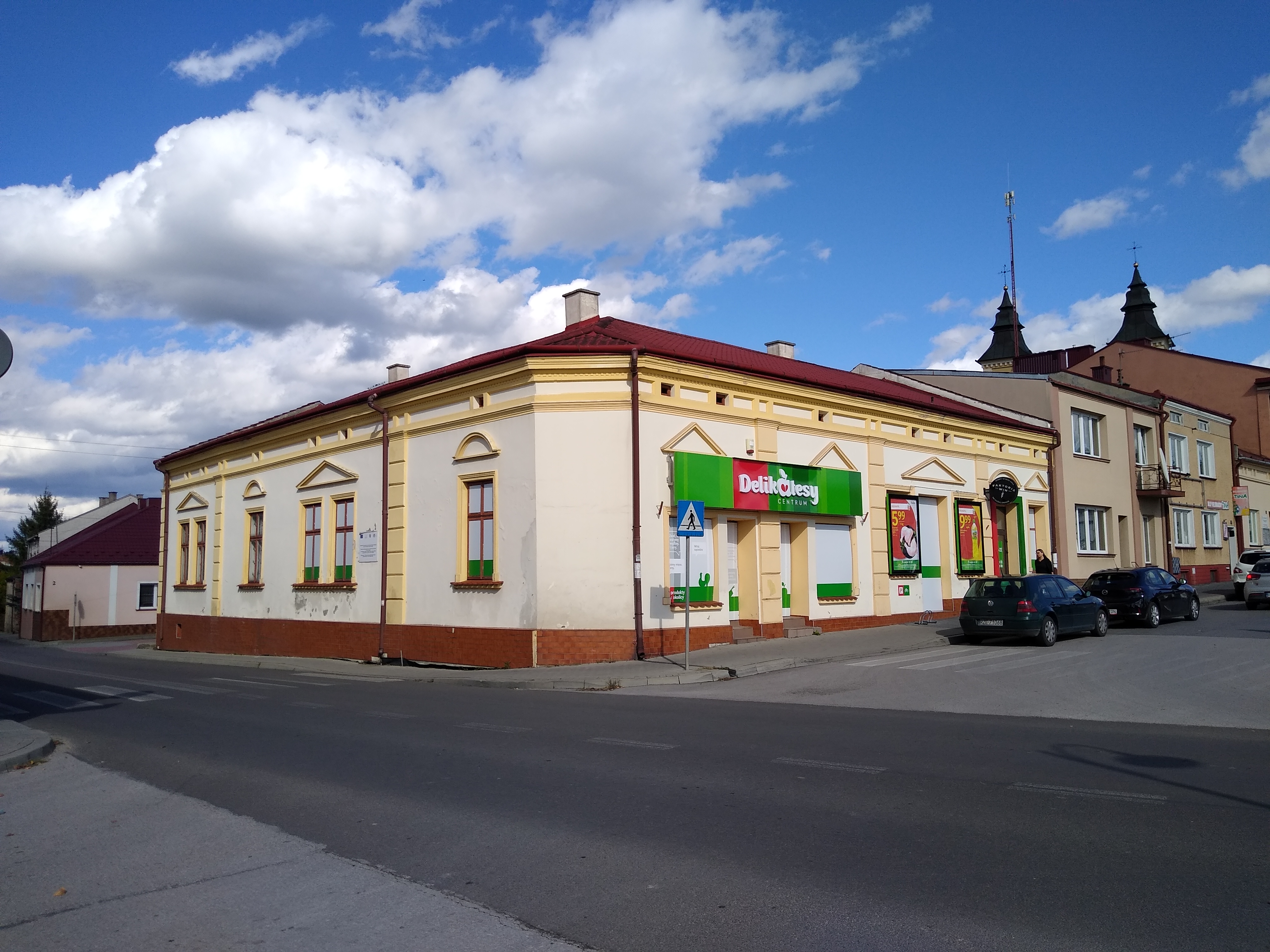
Sanierter Markt in Głogów Małopolski

### Gründung und erste Expansion (1999–2008)
Delikatesy Centrum wurde 1999 in Krosno vom Unternehmen Handlowa Carment gegründet und eröffnete im selben Jahr die ersten Filialen. Zu Beginn waren ausschließlich Franchiser mit dem Filialbetrieb beauftragt worden. Bereits wenige Jahre später konnte man zahlreiche Filialen in vielen Teilen des Landes zählen, alleine im Jahr 2003 wurden 30 neue Standorte eröffnet. Die im März 2004 nunmehr 141 Standorte umfassende Kette konnte für 2003 einen Umsatz von 443 Millionen Złoty vorweisen. Zu diesem Zeitpunkt war die Verkaufsfläche meist 100 m² bis 800 m² groß. Mitte Mai 2006 wurde bekannt, dass Handlowa Carment einen Verkauf an die Eurocash-Gruppe vorsah. Zu diesem Zeitpunkt betrieb Delikatesy Centrum 30 Regiemärkte, die restlichen 170 Standorte wurden von Franchisern betrieben. Für das Geschäftsjahr 2008 belief sich der Umsatz auf 1,7 Milliarden Złoty. Im selben Jahr eröffnete die ersten Filialen in den Woiwodschaften Łódź, Masowien, Niederschlesien und Opole. Zuvor beschränkte sich das Filialnetz auf die Woiwodschaften Heiligkreuz, Karpatenvorland, Kleinpolen, Lublin und Schlesien.

### Neues Logo und weiteres Wachstum (2009–2017)
2009 führte man ein neues Logos ein und überarbeitete das Erscheinungsbild der Filialen. Bis Ende November 2009 konnten 20 Filialen umgestellt werden. Gemessen an der Flächenproduktivität war Delikatesy Centrum 2009 der erfolgreichste Lebensmitteleinzelhändler des Landes, mit einem durchschnittlichen Jahresumsatz von rund 27.000 Złoty pro m². Ein weiterer Meilenstein konnte am 22. Juni 2013 erreicht werden, als in Chojna eine neue Filiale eröffnet wurde. Sie war die 800. Filiale landesweit. Am 24. Januar 2015 wurde im Warschauer Bezirk Mokotów der 1.000 Markt eröffnet. Im ersten Halbjahr 2015 betrieb man 1.022 Märkte. Seit November 2016 führt man mit der Delikarta ein eigenes Kundenbindungsprogramm. Nach der Übernahme der zuvor zu Pelican Ventures gehörenden und über die Tochtergesellschaft Eko Holding betriebene Supermarktkette Eko entschied sich die Eurocash-Gruppe die Filialen auf eigene Vertriebslinie, vor allem auf Delikatesy Centrum umzuflaggen. Auch die zur Eko Holding gehörenden Ledi-Märkte wurden umgeflaggt. Der Prozess begann Anfang 2017, bis zum Ende des dritten Quartals waren 28 Filialen umgeflaggt, neun weitere folgten im Oktober 2017. Die Kosten für eine Umflaggung wurden auf etwa 150.000 Złoty beziffert.

### Übernahme der Mila-Märkte und heutiges Unternehmen (2018–)
Am 18. Mai 2018 erteilte die polnische Kartellbehörde UOKiK der Eurocash-Gruppe die Zustimmung zur Übernahme der Supermarktkette Mila. Es folgte ein Prozess, der die Strukturen der drei Marken Eko, Mila und Delikatesy Centrum vereinen sollte, der bis September 2019 abgeschlossen sein sollte. Zum Jahresende 2018 konnte man die Umflaggung aller Eko- und Ledi-Filialen abschließen. Ende 2019 konnten bereits mehr als 1.500 Standorte gezählt werden. Von den 1.565 bestandenen Filialen waren 576 Regiemärkte. Anfang 2020 erhielt Eurocash die Zustimmung der UOKiK die bisherigen Franchisenehmer FHC-2 sp. z o.o. und Madas sp. z o.o., beide mit Sitz in Krosno, übernehmen und in die eigene Unternehmensgruppe eingliedern zu können. Ab Juli 2020 begann man die Mila-Filialen auf Delikatesy Centrum umzuflaggen, bis Ende desselben Jahres konnte der Vorgang abgeschlossen werden konnte. Einen Monat zuvor wurde ein neues Logo eingeführt, das bisher (Stand: August 2023) neben dem zuvor genutzten Logo geführt wird. Dem wurde ein Sanierungsprogramm für mindestens 180 eigene Filialen zugrunde gelegt. Hintergrund war eine Diskrepanz bei der Umsatzentwicklung zwischen den Franchise-Standorte und eigenen Märkten. Bis Ende Mai 2021 waren über 220 Filialen bereits erneuert worden. Im Juli 2021 gab man die Schließung von 59 unrentablen Filialen bekannt, allen voran ehemaligen Mila-Standorten. Zum 31. Dezember 2021 betrieb man über drei Vertriebsformen insgesamt 1.608 Standorte, wovon 966 von Franchisern und 603 entweder als Regiemärkte oder in einem Joint-Venture betrieben wurden. Zu Gerüchten einer Übernahme von Delikatesy Centrum durch Maxima grupė kam es im Februar 2022, die sich jedoch nicht bestätigten. Das Geschäftsjahr 2022 konnte mit einem Umsatz von 2,21 Milliarden Złoty abgeschlossen werden.